# 利马尼奥勒河
利马尼奥勒河（法語：Limagnole，法語發音：[limaɲɔl]）是法国奥克西塔尼大区洛泽尔省的河流，是特呂耶爾河的右支流，长15.9千米。